# Rouslan Rotan
Pour les articles homonymes, voir Rotan.
Ruslan Petrovytch Rotan (en ukrainien : Руслан Петрович Ротань), né le 29 octobre 1981 à Poltava, est un ancien footballeur international ukrainien. Il jouait au poste de milieu/milieu droit avant de devenir entraîneur.
Il est moins connu que ses compatriotes Andriy Yarmolenko, Anatoliy Tymoshchuk ou Yevhen Konoplyanka, mais est néanmoins réputé pour sa finesse technique et son abattage défensif, malgré sa relative petite taille. Ce fut l'un des fers de lance de l'équipe du FK Dnipro et de la sélection ukrainienne dans les années 2000-2010. Il faisait partie des meilleurs joueurs qu'ait vu naître l'Ukraine, dont il fut le capitaine.
Reconverti comme entraîneur, il entraîne actuellement le FK Oleksandria depuis 2018, tout en étant parallèlement sélectionneur de l'équipe d'Ukraine espoirs.

## Carrière

### En club
- 1999-2005 : FK Dnipro -  Ukraine
- 2005-janvier 2008 : Dynamo Kiev -  Ukraine
- janvier 2008-2017 : FK Dnipro -  Ukraine
- 2017-janvier 2018 : Slavia Prague -  République tchèque
- janvier 2018-juin 2018 : Dynamo Kiev -  Ukraine

De retour au Dynamo Kiev en janvier 2018, 10 ans après son départ, Ruslan Rotan ne sera pas prolongé par le club ukrainien au-delà de la saison 2017-2018.

### En équipe nationale
Il a marqué trois buts pendant les matchs de qualification à la coupe du monde de football 2006.
Rotan participe avec l'équipe d'Ukraine à la coupe du monde 2006 à l'Euro 2012 et l'Euro 2016 qui s'est déroulé en France.

## Palmarès
- Dynamo Kiev
  - Vainqueur du Championnat d'Ukraine en 2007.
  - Vainqueur de la Coupe d'Ukraine en 2006.
  - Vainqueur de la Supercoupe d'Ukraine en 2006 et 2007.
- FK Dnipro
  - Finaliste de la Ligue Europa en 2015.